# Pont-de-Salars
Pont-de-Salars är en kommun i departementet Aveyron i regionen Occitanien i södra Frankrike. Kommunen ligger  i kantonen Pont-de-Salars som ligger i arrondissementet Rodez. År 2022 hade Pont-de-Salars 1 630 invånare.

## Befolkningsutveckling
Antalet invånare i kommunen Pont-de-Salars
Referens: INSEE